# Sant Feliu de Sarroca de Bellera
Sant Feliu de Sarroca de Bellera és una església de Sarroca de Bellera (Pallars Jussà) inclosa a l'Inventari del Patrimoni Arquitectònic de Catalunya.

## Descripció
Església d'una nau principal amb capelles i sagristia laterals. És molt important al campanar d'origen medieval a la cantonada nord, amb la part superior reformada, amb rellotge i dues finestres amb campanes. L'accés és per un portal amb arc rebaixat a la façana de ponent.
A una de les capelles hi ha la figura de la Mare de Déu amb l'Infant a la falda, una talla romànica del segle xiii policromada.
A la capella de la cara nord de la nau hi ha el Retaule de Sant Joan, de pintura sobre taula, del segle xvi.

## Història
Hi havia un retaule gòtic amb la imatge de la Mare de Déu, venerada a l'interior del temple. Sarroca era capçalera de la medieval Baronia de Ballera.